# Mars 96

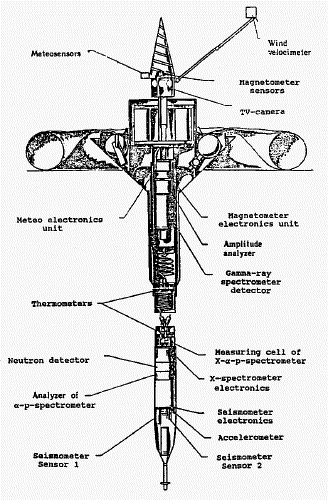
Ein Mars-96-Penetrator

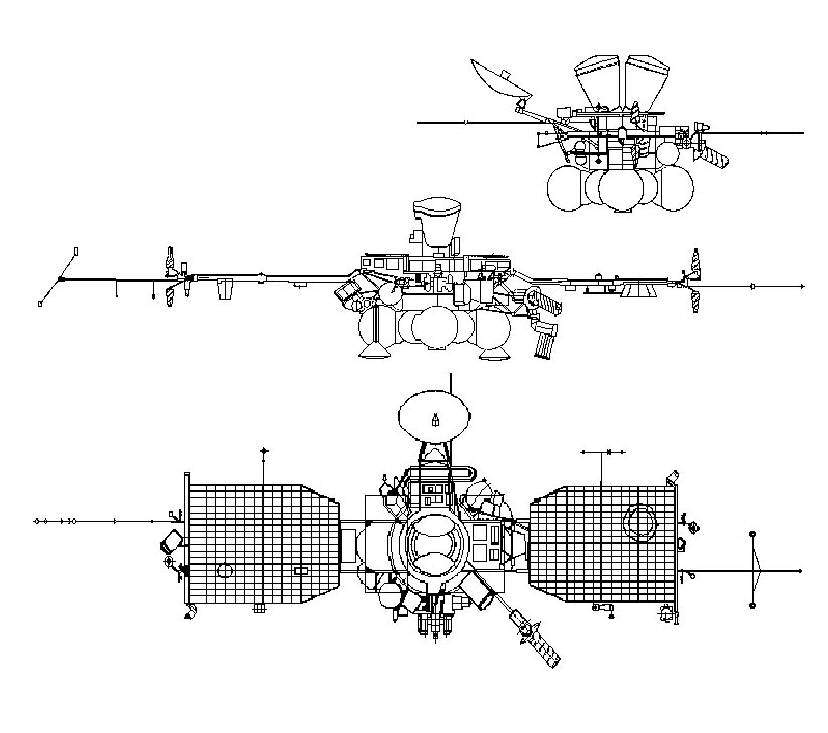
Die Mars-96-Sonde

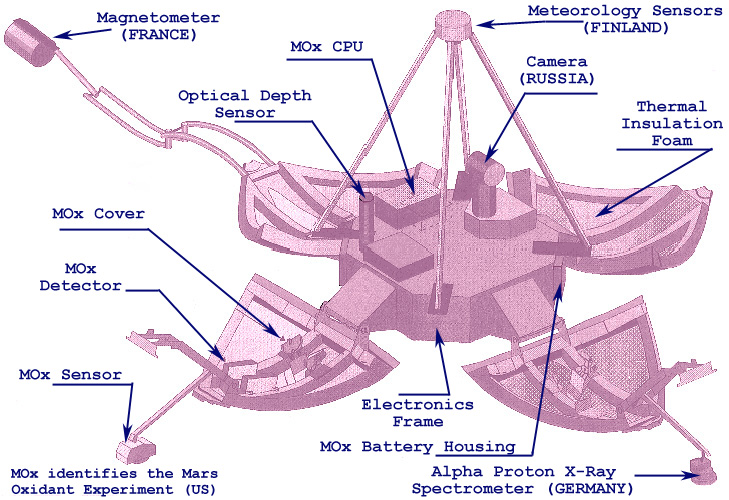
Die Landestation von Mars 96

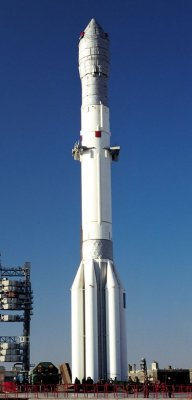
Proton-Trägerrakete mit Mars 96 an Bord.

Mars 96 ist eine im November 1996 gescheiterte russische Marsmission.
Die Mission wurde ursprünglich von der Sowjetunion geplant. Nach dem Zerfall der Sowjetunion 1991 wurde zwar das planetare Raumfahrtprogramm Russlands gestrichen, mit starker Beteiligung der Europäischen Weltraumorganisation (ESA) konnte aber noch eine russische Marsmission finanziert werden, „Mars 94“, nach einigen Verzögerungen schließlich „Mars 96“ genannt. Nach einem erfolgreichen Start wäre die Sonde in „Mars 8“ umbenannt worden.

## Mission
Mars 96 bestand aus einem Orbiter, zwei kleinen Landestationen und zwei Penetratoren (Sonden, die beim Aufschlag tief in die Marsoberfläche eindringen). Die Raumsonde sollte nach etwa zehn Monaten Flug am 12. September 1997 am Mars eintreffen. Etwa vier bis fünf Tage vor der Ankunft sollten die beiden Landestationen freigesetzt werden. Der Orbiter sollte in einen 3-Tage-Transferorbit einschwenken und die Penetratoren sollten während des ersten Monats im Orbit eine Landung durchführen. Später sollte die Sonde einen elliptischen Orbit mit einer Umlaufszeit von 14,77 Stunden und einem Periapsis von 300 km einnehmen.
Mars 96 war die größte Raumsonde, die bisher je gebaut worden war, sie wog 6220 kg beim Start und hatte eine Größe von 3 × 3 × 9 Meter in Flugkonfiguration. Ihr Design basierte auf den Phobos-Sonden aus dem Jahr 1988.

## Fehlstart
Mars 96 wurde am 16. November 1996 um 20:48:53 UTC mit einer Proton-K/Block-D-2 Rakete von Baikonur aus gestartet. Bis zu der Erdumlaufbahn verlief der Start normal, jedoch versagte die zweite Zündung der vierten Stufe der Proton, Block D, die die Sonde auf eine interplanetare Flugbahn bringen sollte. Die Gründe für das Versagen sind unbekannt, da die Stufe zu dem Zeitpunkt der zweiten Zündung außer Reichweite der Bodenstationen war und es deshalb keine Telemetriedaten gibt. Die Mars 96-Sonde trennte sich dennoch nach dem voreingestellten Timer von der Raketenstufe und zündete ihr eigenes Triebwerk, das ihr den letzten Schub zum Erreichen der Transferbahn zum Mars liefern sollte. Da die Zündung der Block-D Stufe nicht stattgefunden hatte, beschleunigte sie sich dabei lediglich in die Erdatmosphäre und verglühte bereits während des ersten Orbits. Der Eintritt fand am 17. November 1996 um etwa 00:45 bis 1:30 UTC statt. Die Sonde stürzte innerhalb eines vermutlich 320 km × 80 km großen Gebietes ab, das Teile des Pazifischen Ozeans, Chiles und Boliviens umfasste. Block-D verglühte einige Orbits später.
Einige Quellen, die den Wiedereintritt der Plutonium-Kapseln der Lander voraussagten, verwechselten die Block-D-Stufe mit der Raumsonde selbst. Die Sonde war bereits verglüht, als Berichte über den drohenden Niedergang des Plutoniums in Australien oder dem südlichen Pazifik die Weltaufmerksamkeit auf sich zogen. Das Objekt, das dabei in der Umlaufbahn verfolgt wurde, war lediglich die harmlose vierte Stufe der Proton.

## Fazit
Mars 96 war die erste und neben Phobos-Grunt bislang einzige planetare Weltraummission Russlands seit dem Zusammenbruch der Sowjetunion. Die ESA konnte das investierte Geld wenigstens teilweise retten, indem sie die Ersatzgeräte der Mars 96 kostengünstig für die Mars-Express-Sonde umbaute. Unter ihnen befand sich auch die deutsche HRSC-Kamera, welche 2003 in dieser weiterentwickelten Form auf Mars Express flog.